# تابش الکترومغناطیسی و سلامتی
موضوع این مقاله اثرات سلامتی تابش‌های غیر یونیزه می‌باشد. برای اثرات منفی این تابش‌های یونیزه، مسمومیت براثر پرتو را ببینید.
در سطوح شار به اندازه کافی بالا، باندهای مختلفی از تابش الکترومغناطیسی ایجاد شده‌است تا اثرات مخرب سلامتی را در مردم ایجاد کند. تابش الکترومغناطیسی را می‌توان به دو نوع طبقه‌بندی کرد: تابش یونیزه کننده و تابش غیر یونیزه، براساس توانایی یک فوتون با بیش از ۱۰ e برای یونیزه کردن اکسیژن یا شکستن پیوندهای شیمیایی. پرتوهای فرابنفش یا اشعه‌هایی با فرکانس بالاتر مانند اشعه ایکس یا اشعه گاما، یونیزه کننده هستند که خطرات خاص خودشان را به دنبال دارند. تشعشعات و مسمومیت‌های ناشی از آن را ببینید.
در چارک پایانی قرن بیستم افزایش چشمگیری در تعداد دستگاه‌هایی که پرتوهای غیر یونیزه ساطع می‌کردند در تمامی بخش‌های جامعه مشاهده شد که منجر به ارتقا نگرانی‌های سلامتی در بین محققان و متخصصین بالینی و توجه شدید به مقررات دولتی برای اهداف ایمنی می‌گردد.
در ایالات متحده آمریکا این امربه قوانینی نظیر کنترل تشعشع برای قانون سلامت و امنیت در سال ۱۹۶۸، و قانون ایمنی و بهداشت حرفه‌ای در سال ۱۹۷۰ منجر شده‌است. بسیاری از خطرات رایج ابتلا به تشعشع، آفتاب‌سوختگی است که باعث بیش از یک میلیون سرطان پوست جدید در آمریکا می‌شود.

## خطرات

### خطرات خارجی
پرتو الکترومغناطیسی قوی EMR می‌تواند موجب جریان‌های الکتریکی در مواد رسانا شود که به اندازه کافی قوی است تا جرقه (قوس الکتریکی) ایجاد کند به‌طوری‌که ولتاژ القا شده از ولتاژ شکست محیط اطراف تجاوزنکند. (به‌عنوان مثال برای هوا۳۰ میلی ولت بر متر). که می‌تواند شوک الکتریکی به افراد یا حیوانات منتقل کند. به‌عنوان مثال گاهی اوقات انتشار امواج رادیویی از خطوط انتقال برق باعث وارد شدن شوک از سوی تجهیزات مجاور به کارگران ساختمانی می‌شود. این امر سبب تعیین استانداردهایی در جهت مدیریت مناسب از سوی OSHA شده‌است.
جرقه ناشی از EM می‌تواند موجب شعله‌ور شدن مواد یا گازهای قابل اشتعال اطراف شود به ویژه مجاورت آن با مواد منفجره یا دستگاه‌های آتش‌نشانی خطرناک‌تر می‌باشد. این خطر معمولاً توسط نیروی دریایی ایالات متحده USN «خطرات تابش الکترومغناطیسی» به توپ‌خانه و مهمات 'HERO' نامیده می‌شود. استاندارد نظامی ایالات متحده 464A(MIL-STD-464A) ارزیابی کردن میزان اHERO را در یک سیستم اجباری کرده‌است اما USN در سند DO30393 اصول و شیوه طراحی به همراه روش‌های کنترل خطرات الکترومغناطیسی را برای انبار جنگ‌افزار ومهمات فراهم کرده‌است. خطر مرتبط با سوخت‌گیری به‌عنوان «خطرات تابش الکترومغناطیسی به سوخت» شناخته می‌شود (HERF). استاندارد NAVSEAOP3565VOL برای ارزیابی کردن HERF که دارای حداکثر چگالی توان 0.09W/m2 و برای فرکانس زیر 250MHZ بکار برده می‌شود (به‌عنوان مثال 4.2m برای یک ساطع کننده 40W).

### خطرات داخلی
گرمایش دی‌الکتریک ناشی از میدان‌های الکترومغناطیسی می‌تواند یک خطر زیستی را ایجاد کند به‌عنوان مثال لمس کردن یا ایستادن در اطراف آنتن درحالی‌که فرستنده قدرت بالا در حال اجراست می‌تواند سوختگی‌های شدید ایجاد کند. این دقیقاً نوعی از سوختگی است که در یک فر ماکرویو ایجاد می‌شود. اثر حرارت تابشی، با قدرت و فرکانس انرژی الکترومغناطیسی و فاصله آن تا منبع متغیر است. چشم‌ها و اندام‌های جنسی به علت کمبود جریان خون در این نواحی بسیار حساس به گرمایش فرکانس رادیویی می‌باشد که اگراین گونه نبود می‌توانست گرما را در این مناطق از بین برد.
انرژی فرکانس رادیویی RF در سطوح چگالی 1-10mv/cm2 یا بالاتر می‌تواند سبب حرارت دهی قابل‌اندازه‌گیری در بافت‌ها شود. سطوح انرژی RF معمولی که عموم مردم در معرض آن هستند بسیار پایین‌تر از سطح مورد نیاز برای ایجاد گرمایشی قابل‌توجه است اما در محیط‌های کاری خاص در نزدیکی منبع‌های RF که دارای قدرت بالا هستند ممکن است از محدوده ایمن در معرض خطر تجاوز کند. اندازه‌گیری اثر گرمایش، تخمین زدن میزان جذب ویژه یا SAR است که واحد آن وات بر کیلوگرمW/Kg است. IEEE و بسیاری از ملت‌ها محدودیت‌های ایمنی را برای مواجه با فرکانس‌های مختلف انرژی الکترومغناطیسی مبتنی بر SAR تعیین کرده‌اند که عمدتاً براساس دستورالعمل‌های ICNIRF است، که افراد را در برابر آسیب‌های حرارتی محافظت می‌کند.

#### قرار گرفتن در معرض سطوح پائین
در سال ۱۹۹۶ سازمان بهداشت جهانی یک پروسه تحقیقاتی را برای مطالعه تأثیرات سلامتی ناشی از مواجهه روزافزون مردم با طیف وسیعی از منابع EMR آغاز کرد. پس از سی سال مطالعه گسترده علم هنوز خطرات سلامتی ناشی از قرار گرفتن در معرض سطوح پایین پایین را تأیید نکرده‌است. بااین‌حال شکاف‌هایی در درک اثرات زیستی وجود دارد و تحقیقات بیشتری باید انجام شود. مطالعات برای بررسی سلول‌ها و تعیین این‌که آیا قرار گرفتن در معرض این میزان EMR می‌تواند منجر به اثرات زیان‌آوری شود درحال اجراست. مطالعات برای بررسی اثرات بر روی حیواناتی که ساختار بدنی پیچیده‌تر و شبیه به انسان‌ها دارند درحال انجام است. مطالعات اپیدمیولوژیک (مرض‌شناسی) به دنبال یافتن هم‌بستگی آماری بین قرار گرفتن در معرض میدان مغناطیسی و تأثیرات خاص آن بر سلامتی است. تا سال ۲۰۱۹ بیشتر کار انجام‌شده بر روی مطالعه میدان‌های الکترومغناطیسی و رابطه آن با سرطان متمرکز شده بود.
مقالات ونشریاتی وجود دارد که از وجود اثرات پیچیده زیستی و عصب‌شناختی میدان‌های الکترومغناطیسی غیرحرارتی ضعیف‌تر از جمله میدان‌های الکترومغناطیسی ضعیف ELF, امواج رادیویی مدوله شده و میدان‌های مایکرویوحمایت و تأیید می‌کند. اما همچنان مکانیسم‌های اساسی تعامل بین موادبیولوژیکی ومیدان‌های الکترو مغناطیسی درسطوح غیر حرارتی به‌طور کامل درک نشده‌است.

## اثرات فرکانس
درحالی‌که بیشترین مواجه با سطوح مضر تابش الکترومغناطیسی بلافاصله به‌صورت سوختگی رخ می‌دهد، اثرات سلامتی ناشی از قرار گرفتن مزمن و شدید در برابر آن ممکن است به مدت چندماه ویاچند سال اثرنداشته باشد.

### فرکانس بسیار پائین
فرکانس رادیوییRFباتوان بالاوفرکانس بسیار کم به همراه سطح میدان الکتریکی با دامنه کم درمحدودهKV/mجریان‌های قابل حسی ایجاد می‌کند که باعث یک حس خارش آزاردهنده دربدن انسان می‌شود. این جریان‌ها معمولاً از طریق یک سطح تماس از بدن مانند کف پاها یا ایجاد قوس (جرقه) به زمین ازقسمتی از بدن که به خوبی عایق شده‌است جریان می‌یابد.

### موج کوتاه
موج کوتاه با دامنه ۱٫۶تا۳۰مگاهرتز می‌تواند یک روش درمانی به عنوان یک مسکن مؤثر و استراحت عمیق ماهیچه‌ها بکار رود اما عمدتاً موج فراصوت جایگزین آن شده‌است. درجه حرارت درون ماهیچه‌ها می‌تواند۴–۶درجه سانتی گراد و درچربی زیر پوست تا ۱۵درجه سانتی گراد افزایش یابد. FCC، فرکانس‌های مجاز برای درمان پزشکی را محدود کرده‌است واکثر دستگاه‌های ایالات متحده از فرکانس27.12MHZ استفاده می‌کنند. موج کوتاه می‌تواند به‌صورت مدوام یا به‌صورت پالس اعمال شود. دومی به عنوان امتیاز شناخته شد، در حالت پیوسته گرمای بیش از حد با سرعت زیاد تولید می‌کند و بیماران را ناراحت می‌کند. این تکنیک فقط بافت‌هایی را گرم می‌کند که رساناهای خوب الکتریکی هستند، مثل رگ‌های خونی و ماهیچه. بافت چربی گرمای کمی را از میدان‌های القایی دریافت می‌کند، زیرا در واقع جریان الکتریکی در بافت‌ها وارد نمی‌شود. مطالعات برروی استفاده از تابش موج کوتاه برای درمان سرطان و بهبود زخم با موفقیت‌ها انجام شده‌است. با این حال، در سطح بالای انرژی، انرژی موج کوتاه می‌تواند برای سلامت انسان مضر باشد و به‌طور بالقوه باعث آسیب به بافت‌های بیولوژیکی می‌شود. محدودیت FCC برای حداکثر قرارگرفتن در معرض مواجهه کاری با انرژی فرکانس رادیویی موج کوتاه در محدوده ۳–۳۰ مگاهرتز دارای چگالی قدرت برابر با (900/f2)mW/cm2 که f فرکانس بر حسب مگاهرتز است، و 100 mW/cm2 از ۰٫۳–۳٫۰ مگاهرتز. برای نوردهی کنترل نشده در سطح عمومی، حدمجاز 180/f2 بین ۱٫۳۴–۳۰ مگاهرتز است.

### میدان فرکانسی رادیویی
طراحی سیگنال‌های تلفن همراه به عنوان «احتمالاً سرطان زا» توسط سازمان بهداشت جهانی WHO (به عنوان مثال IARCT، مراجعه به پایین) غالباً به عنوان نشانگر آن است که برخی از معیارهای ریسک مشاهده شده‌است، با این حال این طراحی نشان می‌دهد که این امکان وجود ندارد که این امکان با استفاده از داده‌های موجود رد شود.
در سال ۲۰۱۱، آژانس بین‌المللی تحقیقات سرطان (IARC) تشعشع تلفن همراه به عنوان گروه 2B، "احتمالاً سرطان زا" (به جای گروه 2A "احتمالاً سرطان زاً یا گروه ۱ "سرطان زا") طبقه‌بندی کرده‌است. این بدان معنی است که "ممکن است ریسک" سرطان زایی وجود داشته باشد، بنابراین تحقیقات بیشتری در درازمدت، استفاده زیاد از تلفن‌های همراه باید انجام شود. سازمان بهداشت جهانی در سال ۲۰۱۴ تصریح کرد: «تعداد زیادی از مطالعات در دو دهه گذشته انجام شده‌است تا مشخص شود که آیا تلفن‌های همراه دارای ریسک بالقوه سلامتی هستند یا خیر. تاکنون هیچ‌گونه عوارض جانبی سلامتی توسط استفاده از تلفن همراع ایجاد نشده‌است.»
از سال ۱۹۶۲، اثر شنوایی مایکروویو یا وزوز گوش نمایش فرکانس رادیویی در سطح کمتر از حرارت قابل توجه نشان داده شده‌است. مطالعات انجام شده در دهه ۱۹۶۰ در اروپا و روسیه ادعا کردند که اثراتی بر روی انسان، بخصوص سیستم عصبی، از تابش اشعه RF کم انرژی دارند. مطالعات در آن زمان مورد بحث قرار گرفتند.

### امواج میلی‌متری
پیشرفت‌های تکنولوژی اخیر در تحولات اسکنرهای میلیمتری موج برای امنیت فرودگاه و WiGig برای شبکه‌های منطقه‌ای شخصی، ۶۰گیگاهرتز و بالاتر باندهای مایکروویو را به مقررات نمایش SAR بازکرده است. قبلاً، برنامه‌های مایکروویو در این باندها برای ارتباط ماهواره‌ای نقطه به نقطه با حداقل قرار گرفتن در معرض انسانی بود. سطوح تابش در طول موج میلیمتر نشان دهنده باند مایکروویو بالا یا نزدیک به طول موج مادون قرمز است.

### مادون قرمز
طول موج مادون قرمز طولانی‌تر از ۷۵۰ نانومتر می‌تواند در عدسی چشم تغییراتی ایجاد کند. آب مروارید شیشه‌گر نمونه ای از آسیب گرمایی است که باعث آسیب به کپسول محافظ جلویی میان کارگران شیشه و آهن می‌شود. تغییرات آب مروارید مانند می‌تواند در کارگران رخ دهد که توده‌های درخشان شیشه یا آهن را بدون عینک محافظ برای دوره‌های طولانی مدت در طول سال‌ها می‌بینند.
عامل مهم دیگر فاصله ببین کارگر و منبع تابش است. در مورد جوشکاری قوسی، تابش مادون قرمز به سرعت به صورت تابعی از فاصله کاهش می‌یابد، به‌طوری که بیشتر از ۳ فوت از جایی که جوش رخ می‌دهد، خطر چشمی ایجاد نمی‌کند، اما تابش فرابنفش همچنان وجود دارد. به همین دلیل است که جوشکاران شیشه‌های دودی رنگ می‌پوشند و کارگران اطراف فقط باید آنهایی را که نور uv را فیلتر می‌کنند، بپوشند.

### نور مرئی
رتینوپاتی نوری به ناحیه ماکولار شبکیه چشم آسیب می‌زند که از قرارگرفتن طولانی مدت در نور خورشید، بویژه با مردمک‌های گشاد شده، نتیجه می‌شود. این اتفاق می‌تواند رخ دهد، به عنوان مثال، درحالیکه یک کسوف خورشیدی را بدون محافظ چشم متناسب تماشا می‌کند. اشعه خورشید واکنش فتوشیمیایی تولید می‌کند که می‌تواند منجر به خیرگی بخش دیداری و لکه سیاه در میدان دید شود. جراحات اولیه و تورم پس از چند هفته ناپدید خواهند شد، اما ممکن است در کاهش دائمی بینایی شوند.
لیزرهای متوسط و قدرت بالا بالقوه خطرناک هستند زیرا می‌توانند شبکیه چشم یا حتی پوست را بسوزانند. برای کنترل خطر آسیب، ویژگی‌های مختلف – برای مثال ANSI Z136 در آمریکا، EN 60825-1/A2 در اروپا، و IEC 60825 در سطح بین‌المللی «کلاس‌ها» لیزر را با توجه به قدرت و طول موج آنها تعریف می‌کنند. قوانین اقدامات ایمنی لازم را تجویز می‌کنند، مانند لیزرهای برچسب زدن با هشدارهای ویژه، و عینک‌های ایمنی لیزری در حین عمل (مراجعه به ایمنی لیزری).
همانند خطرات تابش مادون قرمز و ماوراء بنفش، جوش نور شدید را در طیف نور مرئی ایجاد می‌کند که ممکن است باعث نابینایی موقت شود. برخی منابع بیان می‌کنند که هیچ فاصله ایمن برای قرار گرفتن در معرض این تشعشعات بدون محافظت مناسب چشم وجود ندارد.

### اشعه ماوراء بنفش
نور خورشید دارای قدرت ماوراء بنفش کافی برای ایجاد آفتاب سوختگی در ساعت‌های تماس است و شدت سوختگی با مدت زمان مواجهه افزایش می‌یابد. این اثر پاسخ پوستی به نام اریتم است که توسط دوز قوی اشعه UV-B ایجاد می‌شود. خروجی UV خورشید به UV-A و UV-B تقسیم می‌شود: خورشید UV-A شار ۱۰۰ برابر نسبت به UV-B دارد، اما پاسخ اریتم ۱۰۰۰ برابر برای UV-B بیشتر است. این در معرض قرار گرفتن می‌تواند در ارتفاعات بالاتر افزایش یابد و زمانی که توسط برف، یخ یا ماسه منعکس شود. شار UV-B 2-4 برابر بیشتر در بازه متوسط ۶–۴ ساعت در روز است، و به‌طور قابل توجهی توسط پوشش ابر یا تا یک متر آب جذب نمی‌شود.
اشعه ماوراء بنفش، به‌طور خاص UV-B باعث بروز آب مروارید است و شواهدی وجود دارد که نشان می‌دهد عینک‌های آفتابی در سنین پایین می‌تواند پیشرفت خود را در زندگی بعدی کند کند. بیشترین نور UV از خورشید توسط اتمسفر فیلتر می‌شود و در نتیجه خلبانان خطوط هوایی اغلب آب مروارید دارند به دلیل افزایش سطح اشعه UV در جو بالایی. فرض بر این است که تخلیه لایه ازن و افزایش متعاقب آن در سطوح نور UV در زمین ممکن است باعث افزایش میزان آب مروارید در آینده شود. توجه داشته باشید که این لنزها نورUV را فیلتر می‌کنند، بنابراین زمانی که از طریق جراحی حذف می‌شود، می‌توان نور UV را مشاهده کرد.
قرار گرفتن طولانی مدت در معرض اشعه ماوراء بنفش خورشید می‌تواند منجر به ملانوما یا سایر بیماری‌های پوستی شود. شواهد روشن پرتوافکنی ماوراء بنفش، بویژه موج متوسط غیر یونیزه UVB، را به عنوان علت بسیاری از سرطان‌های غیر ملانوم پوست که شایع‌ترین انواع سرطان در جهان است تصدیق می‌کند. اشعه ماوراء بنفش همچنین می‌تواند چین و چروک، نقاط کبدی، خال گوشتی و کک و مک ایجاد کند. علاوه بر نور خورشید، منابع دیگری نیز شامل تخت‌های برنزه کننده و پرتو مرئی میز روشنایی وجود دارند. خسارت در طول عمر افراد تجمعی است، بنابراین ممکن است اثرات دائمی برای مدت زمان پس از قرار گرفتن در معرض آشکار نباشد.
اشعه ماوراء بنفش با طول موج کمتر از ۳۰۰ نانومتر (اشعه آکتینیک) می‌تواند به اپیتلیوم قرنیه آسیب برساند. این بیشتر به دلیل قرار گرفتن در معرض آفتاب در ارتفاع زیاد و در مناطقی است که طول موجهای کوتاهتر از سطوح روشن مانند برف، آب و شن و ماسه بازتاب می‌یابد. پرتو فرابنفش تولید شده توسط جوش کاری می‌تواند به‌طور مشابه باعث آسیب به قرنیه، که به نام «تاول چشم» یا سوختگی فلاش جوش، یک شکل فوتوکراتیت است.
لامپ‌های فلورسنت و لوله‌ها باطناً نور ماوراء بنفش تولید می‌کنند. به‌طور معمول این محصول به وسیله پرده نازک فسفر داخل یک پوشش محافظ به نور مرئی تبدیل می‌شود. هنگامی که پرده نازک توسط استفاده نادرست یا تولید معیوب ترک خورده‌است، پس ممکن است اشعه فرابنفش در سطوحی که باعث آفتاب سوختگی یا حتی سرطان پوست می‌شود، فرار کند.

## برای مطالعهٔ بیشتر
- U.S. Congress, Office of Technology Assessment (مه ۱۹۸۹).Biological Effects of Power Frequency Electric & Magnetic Fields—Background Paper, OTA-BP-E-53PDF
- Li, De-Kun; Chen, Hong; Ferber, Jeannette R. ; Odouli, Roxana; Quesenberry, Charles (2017). "Exposure to Magnetic Field Non-Ionizing Radiation and the Risk of Miscarriage: A Prospective Cohort Study". Scientific Reports. 7 (1): 17541. Bibcode: 2017NatSR...717541L Digital_object_identifier:

10.1038%2Fs41598-017-16623-8 ISSN 2045-2322